# Гутенцел-Хирбел
Гутенцел-Хирбел (њем. Gutenzell-Hürbel) општина је у њемачкој савезној држави Баден-Виртемберг. Једно је од 45 општинских средишта округа Биберах. Према процјени из 2010. у општини је живјело 1.818 становника. Посједује регионалну шифру (AGS) 8426135.

## Географски и демографски подаци
Гутенцел-Хирбел се налази у савезној држави Баден-Виртемберг у округу Биберах. Општина се налази на надморској висини од 588 метара. Површина општине износи 37,9 km². У самом мјесту је, према процјени из 2010. године, живјело 1.818 становника. Просјечна густина становништва износи 48 становника/km².